# Aleksandar Milenković
Aleksandar Milenković (nascido em 22 de dezembro de 1967) é um ex-ciclista olímpico sérvio, biatleta e esquiador. Sem ter que mudar a sua nacionalidade, Milenković competiu nos Jogos Olímpicos sob três bandeiras: Iugoslávia, participantes olímpicos independentes e Sérvia e Montenegro.